# Перри, Мел
Ме́льбурн «Мел» Пе́рри (англ. Melbourne «Mel» Perry; 1935 — 12 мая 2010) — канадский кёрлингист.
В сезоне 1962—1963 Играл на позиции первого в команде «Всемирно известных Ричардсонов» (англ. World famous Richardsons), которую составляли четверо мужчин по фамилии Ричардсон — Эрни Ричардсон, его брат Гарнет (известен также как «Сэм») и двое их двоюродных братьев, Арнольд и Уэс (Уэс Ричардсон перед началом сезона получил травму спины и на сезон его заменил Мэл Перри). В составе команды Мэл Перри стал чемпионом Канады среди мужчин 1963, а затем чемпионом мира 1963 года.

## Достижения
- Чемпионат мира по кёрлингу среди мужчин: золото (1963).
- Чемпионат Канады по кёрлингу среди мужчин: золото (1963).

## Команды
| Сезон   | Четвёртый      | Третий            | Второй           | Первый    | Турниры           |
| ------- | -------------- | ----------------- | ---------------- | --------- | ----------------- |
| 1962—63 | Эрни Ричардсон | Арнольд Ричардсон | Гарнет Ричардсон | Мел Перри | ЧК 1963 · ЧМ 1963 |

(скипы выделены полужирным шрифтом)